# Dvori
Dvori so obmejna gručasta vasica v Slovenski Istri, ki upravno spada pod Mestno občino Koper.

## Opis
Naselje se nahaja na skrajnem robu Podgorskega krasa, nad suho dolino, imenovano Movraška vala, v bližini je mednarodni mejni prehod Sočerga.
Nad naseljem se dviga vzpetina Stražnica (493 m.n.m.) na državni meji s Hrvaško. Dvori so dejansko zaselek z le 17 hišnimi številkami, v katerem stalno prebivajo le tri družine, preostale hiše se uporabljajo kot vikendi. Danes so domačini povečini zaposleni v Kopru.

## Nastanek
Zaselek naj bi nastal tako, da so pastirji iz sosednje vasi Movraž tu postavili hleve za živino ter se kasneje tudi naselili.

## Znamenitosti
Nad vasjo je kal, ki služi tudi kot zajetje pitne vode, saj vodovod ni zgrajen.
Sredi zaselka stoji tipična kraška »šterna« iz katere so domačini v preteklosti zajemali vodo.
V Movraški vali je presihajoče jezero, ki se pojavi iz izvirov ob dolgotrajnem deževju. V sredini vale so trije požiralniki, v katerih voda nato izgine v podzemlje in se po nekaj sto metrih znova pojavi na površju, kot potok.

### Istrsko ostenje
Kraški rob, tudi Istrsko ostenje, se vleče od doline Glinščice nad Črnim Kalom in Podpečjo naprej proti Gračišču ter Sočergi, in se konča v hrvaškem delu Istre.
En kilometer od naselja je naravni most in kraški spodmoli, imenovani tudi »ušesa Istre«.

## Galerija
- Naravni most pri Sočergi
- Kraški spodmoli